# Myristica ingens
Myristica ingens är en tvåhjärtbladig växtart som först beskrevs av Foreman, och fick sitt nu gällande namn av W.J.J.O. de Wilde. Myristica ingens ingår i släktet Myristica och familjen Myristicaceae. Inga underarter finns listade i Catalogue of Life.